# Kofi Annan
Kofi Atta Annan (Kumasi, 8 de abril de 1938-Berna, 18 de agosto de 2018)fue un político y diplomático ghanés. Fue el séptimo secretario general de las Naciones Unidas entre el 1 de enero de 1997 y el 31 de diciembre de 2006. Fue galardonado junto a la ONU con el Premio Nobel de la Paz de 2001. Fue el fundador y uno de los presidentes de la Fundación Kofi Annan, así como presidente de The Elders, una organización internacional fundada por Nelson Mandela.
Annan estudió economía en el Macalester College, relaciones internacionales en el Instituto de Graduados de Ginebra y administración en el MIT. Annan se unió a la ONU en 1962, trabajando para la oficina de Ginebra de la Organización Mundial de la Salud. Continuó trabajando en varios puestos en la Sede de las Naciones Unidas, incluso sirviendo como secretario general adjunto para el mantenimiento de la paz entre marzo de 1992 y diciembre de 1996. Fue nombrado secretario general el 13 de diciembre de 1996 por el Consejo de Seguridad, y posteriormente confirmado por la Asamblea General, convirtiéndolo en el primer titular de un cargo elegido entre el propio personal de las Naciones Unidas. Fue reelegido para un segundo mandato en 2001 y fue sucedido como secretario general por Ban Ki-moon el 1 de enero de 2007.
Como secretario general, Annan reformó la burocracia de la ONU, trabajó para combatir el VIH/sida (especialmente en África) y lanzó el Pacto Mundial de la ONU. Fue criticado por no expandir el Consejo de Seguridad y enfrentó críticas para su renuncia después de una investigación sobre el Programa Petróleo por Alimentos, pero fue exonerado en gran medida de corrupción personal. Después del final de su mandato como secretario general, fundó la Fundación Kofi Annan en 2007 para trabajar en desarrollo internacional. En 2012, Annan fue el Representante Especial conjunto de la ONU–Liga Árabe para Siria, para ayudar a encontrar una resolución al conflicto en curso allí. Annan renunció después de frustrarse con la falta de progreso de la ONU con respecto a la resolución de conflictos. En septiembre de 2016, Annan fue designado para dirigir una comisión de la ONU para investigar la crisis de refugiados rohingya de 2015. Murió el 18 de agosto de 2018 y se le dio un funeral de estado.

## Biografía

### Primeros años
Nació el 8 de abril de 1938 en Kumasi, en la entonces Costa de Oro británica, que actualmente es Ghana. Su nombre indica el día de la semana que nació, así en twi y fante (las lenguas de sus padres) Kofi quiere decir nacido en viernes; Atta expresa que es uno de dos gemelos y Annan significa que es el cuarto hijo.
Gracias a la situación privilegiada de su familia, pudo estudiar Economía en el Kumasi College of Science and Technology y amplió sus estudios en los Estados Unidos y Suiza, consiguiendo diversos posgrados y másteres en Economía.

## Trabajos en las Naciones Unidas
En 1962 entró a trabajar en la Organización Mundial de la Salud, agencia dependiente de la ONU. Pero entre 1974 y 1976, trabajó como director de Turismo de su propio país. 
Posteriormente volvió a las Naciones Unidas como asistente del secretario general en tres etapas distintas: como coordinador de Recursos Humanos y Seguridad entre 1987 y 1990, como controlador del Programa de Planificación y Finanzas entre 1990 y 1991 y como coordinador de las Operaciones de las Fuerzas de Paz de la ONU entre marzo de 1993 y febrero de 1994.
Annan fue nombrado subsecretario general en octubre de 1995 y enviado como representante especial del secretario general de la ONU en Yugoslavia, retornando a la sede central de la ONU en Nueva York en abril de 1996.

## Secretario general de las Naciones Unidas (1997-2006)

### Nombramiento
En 1996, el secretario general el egipcio Boutros Boutros-Ghali se presentó sin oposición para un segundo mandato. Aunque obtuvo 14 de los 15 votos del Consejo de Seguridad de la ONU, fue vetado por Estados Unidos. Tras cuatro reuniones en punto muerto del Consejo de Seguridad, Boutros-Ghali suspendió su candidatura, convirtiéndose en el único secretario general al que se le ha negado un segundo mandato. Annan era el principal candidato para sustituirle, superando a Amara Essy por un voto en la primera vuelta. Sin embargo, Francia vetó a Annan cuatro veces antes de abstenerse finalmente. El Consejo de Seguridad de la ONU recomendó a Annan el 13 de diciembre de 1996. Confirmado cuatro días después por votación de la Asamblea General, inició su primer mandato como secretario general el 1 de enero de 1997. La elección de Annan, propiciada por los Estados Unidos, rompió así el torno rotativo entre continentes y convirtió a Annan en el primer hombre negro en ocupar la Secretaría General.
Debido al derrocamiento de Boutros-Ghali, un segundo mandato de Annan daría a África el cargo de secretario general durante tres mandatos consecutivos. En 2001, el Grupo Asia-Pacífico acordó apoyar a Annan para un segundo mandato a cambio de que el Grupo Africano apoyara a un secretario general asiático en la selección del secretario general de las Naciones Unidas de 2006. El Consejo de Seguridad recomendó a Annan para un segundo mandato el 27 de junio de 2001, y la Asamblea General aprobó su nuevo nombramiento el 29 de junio de 2001.

### Actividades

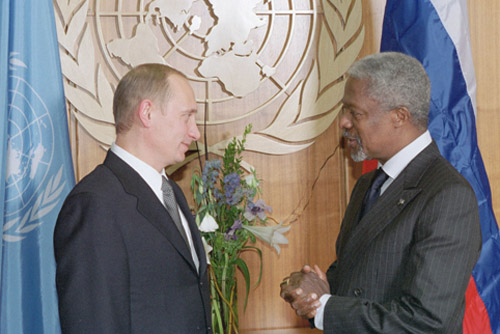
Annan con el presidente ruso Vladímir Putin en la Sede Central de las Naciones Unidas en la ciudad de Nueva York, 2001

Durante su mandato, su prioridad fue la planificación de la reforma de las Naciones Unidas, siendo su primera iniciativa importante la presentación del llamado Plan de reforma para la Renovación de las Naciones Unidas. Asimismo, se pronunció en repetidas ocasiones en favor de luchar activamente contra el sida, convirtiéndose en una gran prioridad de sus gobiernos. El 1 de enero de 2002 le fue renovado su mandato por el Consejo de Seguridad, así como por la Asamblea General hasta el 31 de diciembre de 2006. En 2003 se manifestó en contra de la invasión de Irak por los gobiernos de los Estados Unidos y el Reino Unido, y en 2004 la consideró ilegal.

#### Recomendaciones para la reforma de la ONU
Poco después de tomar posesión de su cargo en 1997, Annan publicó dos informes sobre la reforma de la gestión. El 17 de marzo de 1997, el informe Management and Organisational Measures (A/51/829) introdujo nuevos mecanismos de gestión mediante el establecimiento de un órgano de tipo gabinete para asistirle y las actividades de la ONU de acuerdo con cuatro misiones básicas. El 14 de julio de 1997 se publicó un amplio programa de reforma titulado Renovación de las Naciones Unidas: Un programa de reforma (A/51/950). Entre las principales propuestas se incluían la introducción de la gestión estratégica para reforzar la unidad de propósito, la creación del cargo de vicesecretario general, una reducción del 10% de los puestos, una reducción de los costes administrativos, la consolidación de las Naciones Unidas a nivel nacional y el acercamiento a la sociedad civil y al sector privado como socios. Annan también propuso celebrar una Cumbre del Milenio en 2000. Tras años de investigación, Annan presentó un informe de situación, Un concepto más amplio de la libertad, a la Asamblea General de la ONU el 21 de marzo de 2005. Annan recomendó la ampliación del Consejo de Seguridad y otras reformas de la ONU.
El 31 de enero de 2006, Annan esbozó su visión de una reforma amplia y exhaustiva de la ONU en un discurso político ante la United Nations Association UK. El discurso, pronunciado en el Central Hall, Westminster, conmemoraba también el 60 aniversario de las primeras reuniones de la Asamblea General y el Consejo de Seguridad.
El 7 de marzo de 2006, presentó a la Asamblea General sus propuestas para una reforma fundamental de la Secretaría de las Naciones Unidas. El informe sobre la reforma se titula Invertir en las Naciones Unidas, por una organización más fuerte en todo el mundo.
El 30 de marzo de 2006, presentó a la Asamblea General su análisis y recomendaciones para actualizar todo el programa de trabajo de la Secretaría de las Naciones Unidas. El informe sobre la reforma se titula Mandating and Delivering: Análisis y recomendaciones para facilitar la revisión de los mandatos.
En cuanto al Consejo de Derechos Humanos de la ONU, Annan afirmó que "la pérdida de credibilidad" había "ensombrecido la reputación del sistema de las Naciones Unidas. A menos que rehagamos nuestra maquinaria de derechos humanos, puede que seamos incapaces de renovar la confianza pública en las propias Naciones Unidas." Sin embargo, creía que, a pesar de sus defectos, el Consejo podía hacer algo bueno.
En marzo de 2000 Annan nombró al Grupo sobre las Operaciones de Paz de las Naciones Unidas para evaluar las deficiencias del sistema entonces existente y formular recomendaciones concretas y realistas para el cambio. El grupo estaba compuesto por personas con experiencia en prevención de conflictos, mantenimiento de la paz y consolidación de la paz. El informe que elaboró, que se conoció como Informe Brahimi, en honor al presidente del Grupo Lakhdar Brahimi, pedía:
1. Compromiso político renovado por parte de los Estados miembros;
2. Cambio institucional significativo;
3. Mayor apoyo financiero.

El Grupo señaló además que, para ser eficaces, las operaciones de mantenimiento de la paz de la ONU deben contar con los recursos y el equipamiento adecuados, y operar bajo mandatos claros, creíbles y alcanzables. En una carta en la que transmitía el informe a la Asamblea General y al Consejo de Seguridad, Annan afirmó que las recomendaciones del Grupo eran esenciales para que las Naciones Unidas fueran realmente creíbles como fuerza de paz. Más tarde, ese mismo año, el Consejo de Seguridad adoptó varias disposiciones relativas al mantenimiento de la paz a raíz del informe, en la Resolución 1327.

#### Objetivos de Desarrollo del Milenio
En 2000, Annan publicó un informe titulado "Nosotros los pueblos: el papel de las Naciones Unidas en el siglo XXI". El informe pide a los Estados miembros que "sitúen a las personas en el centro de todo lo que hacemos": "No hay vocación más noble ni responsabilidad más grande que la de permitir a hombres, mujeres y niños, en ciudades y pueblos de todo el mundo, mejorar sus vidas": 7 
En el capítulo final del informe, Annan hizo un llamamiento para "liberar a nuestros semejantes, hombres y mujeres, de la pobreza abyecta y deshumanizadora en la que actualmente se encuentran confinados más de 1.000 millones de ellos".: 77 
En la Cumbre del Milenio, celebrada en septiembre de 2000, los líderes nacionales adoptaron la Declaración del Milenio, que posteriormente la Secretaría de las Naciones Unidas puso en práctica como Objetivos de Desarrollo del Milenio en 2001.

#### Servicio de Tecnología de la Información de las Naciones Unidas
Dentro del documento Nosotros los pueblos, Annan sugirió la creación de un Servicio de Tecnología de la Información de las Naciones Unidas (UNITeS), un consorcio de cuerpos de voluntarios de alta tecnología, incluidos NetCorps Canadá y Net Corps America, que coordinarían Voluntarios de las Naciones Unidas (VNU). En el "Informe del grupo de alto nivel de expertos en tecnologías de la información y la comunicación", sugiriendo un Grupo de Tareas de las Naciones Unidas sobre las TIC, el grupo acogió con satisfacción la creación de UNITeS y formuló sugerencias sobre su configuración y estrategia de aplicación, entre ellas que las oportunidades de voluntariado de las TIC para el desarrollo hicieran de la movilización de "recursos humanos nacionales" (expertos locales en TIC) dentro de los países en desarrollo una prioridad, tanto para hombres como para mujeres. La iniciativa se puso en marcha en el programa VNU y estuvo activa desde febrero de 2001 hasta febrero de 2005. El personal y los voluntarios de la iniciativa participaron en la Cumbre Mundial sobre la Sociedad de la Información (CMSI) celebrada en Ginebra en diciembre de 2003.

#### Pacto Mundial de las Naciones Unidas
En un discurso pronunciado ante el Foro Económico Mundial el 31 de enero de 1999, Annan sostuvo que "los objetivos de las Naciones Unidas y los de las empresas pueden, de hecho, apoyarse mutuamente" y propuso que el sector privado y las Naciones Unidas iniciaran "un pacto mundial de valores y principios compartidos, que dará un rostro humano al mercado mundial".
El 26 de julio de 2000 se lanzó oficialmente el Pacto Mundial de las Naciones Unidas en la sede de la ONU en Nueva York. Se trata de un marco basado en principios para las empresas que pretende "catalecer acciones en apoyo de objetivos más amplios de la ONU, como los Objetivos de Desarrollo del Milenio (ODM)". El Pacto estableció diez principios básicos en las áreas de derechos humanos, trabajo, medio ambiente y lucha contra la corrupción, y en virtud del Pacto, las empresas se comprometen con los diez principios y se reúnen con organismos de la ONU, grupos laborales y la sociedad civil para aplicarlos de manera efectiva.

#### Creación del Fondo Mundial
Hacia finales de la década de 1990, la mayor concienciación sobre el potencial destructivo de epidemias como el VIH/SIDA hizo que las cuestiones de salud pública pasaran a ocupar un lugar prioritario en la agenda mundial de desarrollo. En abril de 2001, Annan hizo un "Llamamiento a la Acción" de cinco puntos para hacer frente a la pandemia del VIH/SIDA. Declarando que se trataba de una "prioridad personal", Annan propuso la creación de un Fondo Mundial contra el SIDA y para la Salud, "dedicado a la lucha contra el VIH/SIDA y otras enfermedades infecciosas", para estimular el aumento del gasto internacional necesario para ayudar a los países en desarrollo a afrontar la crisis del VIH/SIDA. En junio de ese año la Asamblea General de las Naciones Unidas se comprometió a crear dicho fondo durante una sesión especial sobre el sida, y, posteriormente, en enero de 2002, se creó la secretaría permanente del Fondo Mundial.

#### Responsabilidad de proteger
Tras el fracaso de Annan y de la comunidad internacional a la hora de intervenir en el genocidio de Ruanda y la en Srebrenica, Annan se preguntó si la comunidad internacional tenía la obligación, en tales situaciones, de intervenir para proteger a la población civil. En un discurso pronunciado ante la Asamblea General el 20 de septiembre de 1999, "para abordar las perspectivas de la seguridad humana y la intervención en el próximo siglo", Annan argumentó que la soberanía individual-las protecciones otorgadas por la Declaración de los Derechos Humanos y la Carta de la ONU-se estaba fortaleciendo, mientras que la noción de soberanía estatal se estaba redefiniendo por la globalización y la cooperación internacional. Como consecuencia, la ONU y sus Estados miembros tuvieron que plantearse la voluntad de actuar para prevenir los conflictos y el sufrimiento de la población civil,  un dilema entre "dos conceptos de soberanía" que Annan también presentó en un artículo anterior en The Economist el 16 de septiembre de 1999.
En septiembre de 2001, el gobierno canadiense creó un comité ad hoc para abordar este equilibrio entre soberanía estatal e intervención humanitaria. La Comisión Internacional sobre Intervención y Soberanía de los Estados publicó su informe final en 2001, que no se centraba en el derecho de los Estados a intervenir, sino en la responsabilidad de proteger a las poblaciones en peligro. El informe iba más allá de la cuestión de la intervención militar, argumentando que también podían utilizarse una serie de acciones diplomáticas y humanitarias para proteger a las poblaciones civiles.
En 2005, Annan incluyó la doctrina de la "Responsabilidad de Proteger" (RtoP) en su informe Un concepto más amplio de la libertad. Cuando ese informe fue aprobado por la Asamblea General de la ONU, supuso el primer respaldo formal de los Estados miembros de la ONU a la doctrina de la RdP.

#### Irak
En los años posteriores a 1998, cuando UNSCOM fue expulsada por el gobierno de Sadam Huseín y durante la crisis del desarme de Irak, en la que Estados Unidos culpó a la UNSCOM y al ex director del OIEA Hans Blix de no desarmar adecuadamente a Irak, el ex inspector jefe de armamento de la UNSCOM Scott Ritter culpó a Annan de lentitud e ineficacia a la hora de hacer cumplir las resoluciones del Consejo de Seguridad sobre Irak y se mostró abiertamente sumiso a las exigencias de la administración Clinton de destitución del régimen e inspección de lugares, a menudo palacios presidenciales, que no estaban contemplados en ninguna resolución y eran de dudoso valor para los servicios de inteligencia, lo que obstaculizó gravemente la capacidad de la UNSCOM para cooperar con el gobierno iraquí y contribuyó a su expulsión del país. Ritter también afirmó que Annan interfería regularmente en el trabajo de los inspectores y diluía la cadena de mando al intentar microgestionar todas las actividades de la UNSCOM, lo que provocaba retrasos en el procesamiento de los datos de inteligencia (y en las inspecciones resultantes) y causaba confusión entre los iraquíes en cuanto a quién estaba al mando y, como consecuencia, se negaban generalmente a aceptar órdenes de Ritter o Rolf Ekéus sin la aprobación explícita de Annan, lo que podía llevar días, si no semanas. Más tarde creyó que Annan no se daba cuenta de que los iraquíes se aprovechaban de ello para retrasar las inspecciones. Afirmó que, en una ocasión, Annan se negó a llevar a cabo una inspección sin previo aviso del cuartel general de la Organización Especial de Seguridad Iraquí (OES) y, en su lugar, intentó negociar el acceso, pero la negociación acabó durando casi seis semanas, lo que dio a los iraquíes tiempo más que suficiente para limpiar el lugar.
Durante los preparativos de la invasión de Irak en 2003, Annan pidió a los Estados Unidos y al Reino Unido que no invadieran sin el apoyo de las Naciones Unidas. En una entrevista concedida en septiembre de 2004 a la BBC, cuando le preguntaron por la autoridad legal de la invasión, Annan dijo que creía que no se ajustaba a la Carta de la ONU y que era ilegal.

#### Otras actividades diplomáticas
En 1998, Annan se implicó a fondo en el apoyo a la transición del régimen militar al civil en Nigeria. Al año siguiente, apoyó los esfuerzos de Timor Oriental para independizarse de Indonesia. En 2000, fue el responsable de certificar la retirada de Israel del Líbano, y en 2006, dirigió las conversaciones en Nueva York entre los presidentes de Camerún y Nigeria que condujeron a un acuerdo sobre la disputa entre ambos países por la península de Bakassi.
Annan y el presidente iraní Mahmud Ahmadineyad discreparon fuertemente sobre el programa nuclear iraní, sobre una exposición iraní de caricaturas que se burlaban de el Holocausto y sobre la entonces próxima Conferencia internacional para revisar la visión global del Holocausto, una conferencia iraní de negación del Holocausto en 2006. Durante una visita a Irán instigada por el continuo enriquecimiento de uranio iraní, Annan dijo: "Creo que la tragedia del Holocausto es un hecho histórico innegable y realmente deberíamos aceptar ese hecho y enseñar a la gente lo que ocurrió en la Segunda Guerra Mundial y asegurarnos de que nunca se repita."
Annan apoyó el envío de una misión de mantenimiento de la paz de la ONU a Darfur, Sudán. Trabajó con el gobierno de Sudán para que aceptara el traspaso de poder de la Misión de mantenimiento de la paz de la Unión Africana a una misión de la ONU. Annan también trabajó con varios países árabes y musulmanes sobre derechos de la mujer y otros temas.
A partir de 1998, Annan convocó un "Retiro del Consejo de Seguridad" anual de la ONU con los representantes de los 15 estados del consejo. Se celebró en el Centro de Conferencias del Rockefeller Brothers Fund (RBF) en la finca de la familia Rockefeller en Pocantico Hills, Nueva York, y fue patrocinado tanto por el RBF como por la ONU.

#### Investigación de Lubbers sobre acoso sexual
En junio de 2004, Annan recibió una copia del informe de la Oficina de Servicios de Supervisión Interna (OSSI) sobre la denuncia presentada por cuatro trabajadoras contra Ruud Lubbers, Alto Comisionado de las Naciones Unidas para los Refugiados, por acoso sexual, abuso de autoridad y represalias. El informe también examinó las acusaciones de acoso sexual y conducta indebida de un antiguo miembro del personal contra Werner Blatter, director de personal del ACNUR. La investigación declaró a Lubbers culpable de acoso sexual; no se hizo mención pública de la otra acusación contra un alto funcionario, ni de dos denuncias posteriores presentadas ese mismo año. En el transcurso de la investigación oficial, Lubbers escribió una carta que algunos consideraron una amenaza a la trabajadora que había presentado las acusaciones. El 15 de julio de 2004, Annan exculpó a Lubbers de las acusaciones, alegando que no tenían suficiente entidad jurídica. El informe interno de la OSSI sobre Lubbers se filtró, y algunas secciones acompañadas de un artículo de Kate Holt se publicaron en un periódico británico. En febrero de 2005, Lubbers dimitió como jefe de la Agencia de la ONU para los Refugiados, alegando que quería aliviar la presión política sobre Annan.

#### Escándalo "Petróleo por alimentos"
En diciembre de 2004, surgieron informes de que el hijo del secretario general Kojo Annan había recibido pagos de la empresa suiza Cotecna Inspection SA, que había obtenido un lucrativo contrato en el marco del Programa Petróleo por Alimentos de la ONU. Kofi Annan pidió que se investigaran las acusaciones. El 11 de noviembre de 2005, The Sunday Times aceptó disculparse y pagar una importante suma en concepto de daños y perjuicios a Kojo Annan, aceptando que las acusaciones eran falsas.
Annan nombró el Comité de Investigación Independiente, que estaba dirigido por el expresidente de la Reserva Federal de EE. UU. Paul Volcker, entonces director de la Asociación de las Naciones Unidas de Estados Unidos. En su primera entrevista con la Comisión de Investigación, Annan negó haberse reunido con Cotecna. Más adelante en la investigación, recordó que se había reunido con el director ejecutivo de Cotecna Elie-Georges Massey en dos ocasiones. En un informe final publicado el 27 de octubre, la comisión no encontró pruebas suficientes para acusar a Annan de ninguna acción ilegal, pero sí encontró faltas en Benon Sevan, un ciudadano armenio-chipriota que había trabajado para la ONU durante unos 40 años. Nombrado por Annan para desempeñar el cargo de Petróleo por Alimentos, Sevan pidió repetidamente a los iraquíes que asignaran petróleo a la African Middle East Petroleum Company. El comportamiento de Sevan fue "éticamente impropio", dijo Volcker a los periodistas. Sevan negó reiteradamente las acusaciones y alegó que se le estaba convirtiendo en "chivo expiatorio". El informe Volcker criticaba duramente la estructura de gestión de la ONU y la supervisión del Consejo de Seguridad. Recomendaba encarecidamente la creación de un nuevo puesto de director de operaciones (COO), para gestionar las responsabilidades fiscales y administrativas que entonces dependían de la Oficina del Secretario General. El informe enumeraba las empresas, tanto occidentales como de Oriente Medio, que se habían beneficiado ilegalmente del programa.

### Premio Nobel de la Paz
En 2001, año de su centenario, el Comité Nobel decidió que el Premio de la Paz se dividiera entre la ONU y Annan. Se les concedió el Premio de la Paz "por su labor en pro de un mundo mejor organizado y más pacífico", por haber revitalizado la ONU y por haber dado prioridad a los derechos humanos. El Comité Nobel también reconoció su compromiso con la lucha para contener la propagación del VIH en África y su declarada oposición al terrorismo internacional.
Poco después de que Annan recibiera el Premio de la Paz, el Asantehene, Otumfuo Nana Osei Tutu II, le concedió el título de Busumuru. El honor le fue concedido por sus "[desinteresadas] contribuciones a la humanidad y la promoción de la paz en todo el mundo".

### Relaciones entre Estados Unidos y la ONU

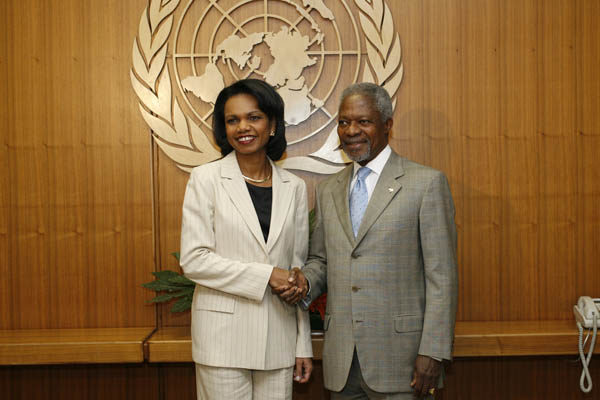
Annan con la secretaria de Estado estadounidense Condoleezza Rice en 2006

Annan defendió a su vicesecretario general Mark Malloch Brown, quien criticó abiertamente a Estados Unidos en un discurso el 6 de junio de 2006: "La práctica imperante de intentar utilizar la ONU casi a hurtadillas como herramienta diplomática mientras no se defiende frente a sus críticos internos es sencillamente insostenible. Perderá la ONU de un modo u otro. [...] [Que] EE.UU. se comprometa constructivamente con la ONU [...] no es bien conocido ni comprendido, en parte porque gran parte del discurso público que llega al corazón de EE.UU. se ha abandonado en gran medida a sus detractores más ruidosos como Rush Limbaugh y Fox News." Malloch dijo más tarde que su charla era una "crítica sincera y constructiva de la política estadounidense hacia la ONU por parte de un amigo y admirador".
La charla fue inusual porque violó la política no oficial de no criticar públicamente a los países miembros. El embajador interino de EE. UU. John Bolton, nombrado por el presidente George W. Bush, le dijo a Annan por teléfono: "Le conozco desde 1989 y le digo que éste es el peor error de un alto funcionario de la ONU que he visto en todo ese tiempo" Observadores de otras naciones apoyaron la opinión de Malloch de que los políticos conservadores de EE. UU. impedían que muchos ciudadanos comprendieran los beneficios de la participación de EE. UU. en la ONU.

### Discursos de despedida
El 19 de septiembre de 2006, Annan pronunció un discurso de despedida ante los líderes mundiales reunidos en la UN headquarters de Nueva York, en previsión de su jubilación el 31 de diciembre. En el discurso, expuso tres grandes problemas: "una economía mundial injusta, el desorden mundial y el desprecio generalizado por los derechos humanos y el Estado de derecho", que, en su opinión, "no se han resuelto, sino que se han agudizado" durante su mandato como secretario general. También señaló la violencia en África y el conflicto árabe-israelí como dos problemas importantes que merecían atención.
El 11 de diciembre de 2006, en su discurso final como secretario general, pronunciado en la Biblioteca Harry S. Truman en Independence, Misuri, Annan recordó el liderazgo del presidente Truman en la fundación de las Naciones Unidas. Pidió que Estados Unidos volviera a la política exterior multilateralista de Truman, y que siguiera el credo de Truman de que "la responsabilidad de los grandes estados es servir y no dominar a los pueblos del mundo". También afirmó que Estados Unidos debe mantener su compromiso con los derechos humanos, "incluso en la lucha contra el terrorismo".

## Premios
Junto con la misma ONU recibió el Premio Nobel de la Paz en 2001 por su trabajo por un mundo mejor organizado y más pacífico.
En 2012 fue galardonado con el Premio Confucio de la Paz por «su enorme contribución a la reforma y resurgimiento de las Naciones Unidas» y como enviado especial de la ONU y de la Liga Árabe en Siria.